# Stasera
Stasera è un singolo del cantautore italiano Ultimo, pubblicato il 6 novembre 2017 come quinto estratto dal primo album in studio Pianeti.

## Descrizione
Il cantautore ha descritto il brano in questo modo:
A proposito del video musicale, ha invece dichiarato:

## Video musicale
Il video musicale diretto da Tahir Hussain, è stato pubblicato il 6 novembre 2017 attraverso il canale YouTube della Honiro.

## Tracce
Testi e musiche di Niccolò Moriconi.
1. Stasera – 4:04